# پرسبانج
پرسبانج، روستایی از توابع بخش مرکزی شهرستان آوج در استان قزوین ایران است.

## جمعیت
این روستا در دهستان شهیدآباد قرار دارد و براساس سرشماری مرکز آمار ایران در سال ۱۳۸۵، جمعیت آن ۱٬۲۲۸ نفر (۲۶۱خانوار) بوده‌است.